# Piero Scotti
Pour les articles homonymes, voir Scotti.
Piero Scotti, né le 11 novembre 1909 à Florence et mort le 14 février 1976 à Samedan, est un pilote automobile italien.

## Biographie
Piero Scotti, homme d'affaires, commence la compétition automobile en tant que gentleman-driver (essentiellement dans les années 1950, sur des Ferrari). 
Sa carrière en compétition automobile se déroule finalement entre 1948 (débuts sur Cisitalia) et 1957. 
Il remporte surtout les 12 Heures de Casablanca en 1953, et il termine troisième de l'édition 1951 des Mille Miglia. 
Il s'essaye aussi à la Formule 1 en 1956, en participant au Grand Prix de Belgique: qualifié en douzième position, il abandonne à cause d'un problème de pression d'huile alors qu'il était dernier de la course depuis le départ.

## Victoires notables
- Course de côte della Consuma, en 1953 et 1954 (sur Ferrari 250 MM Spider);
- 12 Heures de Casablanca, en 1953 (sur Ferrari 375 MM, associé à Giuseppe Farina);
- 2 Heures de Dakar, en 1954 (sur 375 MM);
- Coupe de Toscane, en 1954 (sur 375 MM);
- 6 Heures de Castelfusano[2], en 1954 (sur 375 MM).

(Nota Bene: en 1954, il termine également troisième des Grand Prix Sport d'Agadir et de Rome, avec la 375 MM. Auparavant il a obtenu deux autres podiums à la coupe de Toscane, en 1950 et 1951 (aussi troisième), ainsi qu'une deuxième place sur le circuit de Senigallia, en 1952.)

## Résultats en championnat du monde de Formule 1
| Saison | Écurie | Châssis          | Moteur         | Pneus   | GP disputé | Résultat | Points inscrits | Classement |
| ------ | ------ | ---------------- | -------------- | ------- | ---------- | -------- | --------------- | ---------- |
| 1956   | Privé  | Connaught Type B | Alta GP 2.5 L4 | Pirelli | Belgique   | Abandon  | 0               | non classé |